# Gio Sơn
Gio Sơn là một xã thuộc huyện Gio Linh, tỉnh Quảng Trị, Việt Nam.

## Địa lý
Xã Gio Sơn nằm ở trung tâm huyện Gio Linh, có vị trí địa lý:
- Phía đông giáp xã Gio Châu
- Phía tây giáp xã Hải Thái
- Phía nam giáp xã Linh Hải
- Phía bắc giáp xã Gio An.

Xã Gio Sơn có diện tích 14,05 km², dân số năm 2018 là 4.409 người, mật độ dân số đạt 314 người/km².

## Hành chính
Xã Gio Sơn được chia thành 7 thôn: An Khê, Đại Đồng Nhất, Lạc Sơn, Nam Đông, Nam Tân, Phú Ốc, Trí Tiến.

## Lịch sử
Địa bàn xã Gio Sơn hiện nay trước đây vốn là hai xã Gio Hòa và Gio Sơn thuộc huyện Gio Linh.
Trước khi sáp nhập, xã Gio Sơn có diện tích 7,30 km², dân số là 2.736 người, mật độ dân số đạt 375 người/km². Xã Gio Hòa có diện tích 6,75 km², dân số là 1.673 người, mật độ dân số đạt 248 người/km².
Ngày 17 tháng 12 năm 2019, Ủy ban Thường vụ Quốc hội ban hành Nghị quyết 832/NQ-UBTVQH14 về việc sắp xếp các đơn vị hành chính cấp xã thuộc tỉnh Quảng Trị (nghị quyết có hiệu lực từ ngày 1 tháng 1 năm 2020). Theo đó, sáp nhập toàn bộ diện tích và dân số của xã Gio Hòa vào xã Gio Sơn.